# 27. Armee (Japanisches Kaiserreich)

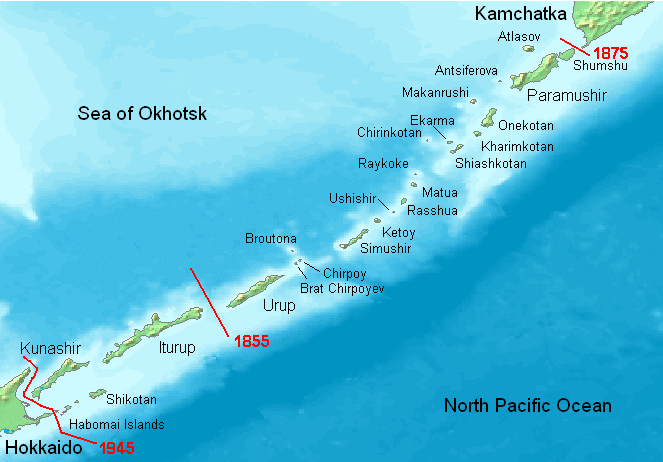
Kurilen-Inseln mit russischen Namen (in englischer Transliteration) mit Iturup = Etorufu

Die 27. Armee (jap. 第27軍, Dai-nijūnana-gun) war von 1944 bis 1945 ein Großverband des Kaiserlich Japanischen Heeres. Ihr Tsūshōgō-Code (militärischer Tarnname) war Nördlich (北部, Hokubu) oder Hokubu 100.

## Geschichte
Die 27. Armee wurde unter dem Kommando von Generalleutnant Terakura Shōzō am 16. März 1944 gegründet und unterstand der 5. Regionalarmee. Ihr unterstanden die 42. und 91. Infanterie-Division sowie zwei Amphibische Brigaden und zwei Selbstständige Gemischte Brigaden. Das Hauptquartier der Armee befand sich auf Etorofu, einer Insel des Kurilen-Archipels.
Aufgabe der 27. Armee war es, sich gegen eine alliierte Invasion zu wappnen.
Am 1. Februar 1945 gruppierte das Daihon’ei (Japanisches Hauptquartier) die auf den Kurilen stationierten Truppen um. Dabei wurde die 27. Armee aufgelöst und die ihr unterstellten Einheiten der 5. Regionalarmee direkt unterstellt.

## Oberbefehlshaber
|                  | Name                           | Von           | Bis             |
| ---------------- | ------------------------------ | ------------- | --------------- |
| Oberbefehlshaber | Generalleutnant Terakura Shōzō | 10. März 1944 | 1. Februar 1945 |
| Stabschef        | Generalleutnant Suzuki Keiji   | 10. März 1944 | 1. Februar 1945 |

## Untergeordnete Einheiten
- 27. Armee-Stab
- 42. Division
- 91. Division
- 3. Amphibische Brigade
- 4. Amphibische Brigade
- 43. Selbstständige Gemischte Brigade
- 69. Selbstständige Gemischte Brigade